# جيمي في
جيمي في (بالإنجليزية: Jimmy Vee)‏ هو ممثل بريطاني، ولد في 5 نوفمبر 1959 باسكتلندا في المملكة المتحدة.

## أعمال

### أفلام
- (2015) بان[5][6][7][8]
- (2015) القوة تنهض[9]
- (2017) الجيداي الأخير[10][11]

## وصلات خارجية
- جيمي في على موقع IMDb (الإنجليزية)
- جيمي في على موقع قاعدة بيانات الفيلم (الإنجليزية)